# 伊原宇三郎

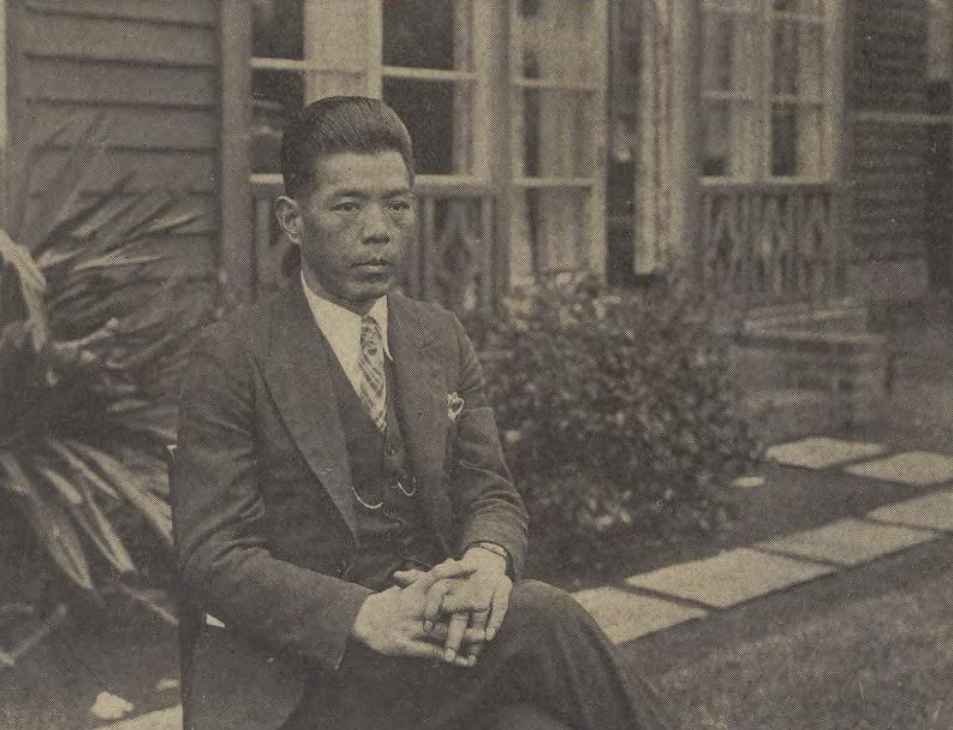
伊原宇三郎

伊原 宇三郎（いはら うさぶろう、1894年10月26日 - 1976年1月5日）は、日本の美術家。国内外で活躍した洋画家。古典主義風の重量感のある裸婦像など、数多くの人物画を制作した。またパブロ・ピカソに傾倒し、著書を著して日本にピカソブームを巻き起こした。徳島県徳島市出身。

## 経歴
1894年（明治27年）伊原安蔵・カメの三男として生まれる。大阪に出て今宮中学校で折口信夫に学び影響を受けた。1916年（大正5年）東京美術学校西洋科に入学、藤島武二に学ぶ。
1917年（大正6年）、在学中に光風会第5回展覧会、太平洋会第14回展覧会に出品して入選。同年この頃から2年半にわたり、月刊誌「家庭料理講義録」に当時有名だった榎本小太郎の料理を表紙、口絵、挿絵に描く。1920年（大正9年）満州旅行で取材した「明装」が第2回帝展に初入選する。1921年（大正10年）美術学校を首席で卒業。卒業制作した「よろこびの曲」は文部省買上げとなるなど早くからその資質を認められる。1924年（大正13年）芥川賞受賞作家の由起しげ子と結婚、三男一女を儲けた。
1925年（大正14年）農商務省の海外実習練習生としてフランスに渡る。ピカソら同世代の画家たちに共感をよせる一方、ルーヴル美術館に頻繁に通いながら、ドミニク・アングルの「グランドオダリスク」といった古典絵画を模写する。こうしてモニュメンタルで古典の静かな香気が漂う画風が確立される。1927年（昭和2年）第20回サロン・ドートンヌに「毛皮の女」が初入選。翌年第21回サロン・ドートンヌにも「横臥裸婦」「赤いソーファの裸婦（白衣を纏う）」が入選する。
1929年（大正4年）経済的な理由で帰国。一時兵庫県芦屋市に居住するが上京して阿佐ヶ谷に居を定める。同年第10回帝展に滞欧作「椅子に寄れる」を出品し、特選となる。翌年第11回帝展にも「二人」が特選となる。1932年（昭和7年）東京美術学校講師となる。同年第13回帝展に「榻上二裸婦」を出品し、3度目の特選となる。
1934年（昭和9年）帝展審査員となる。
同年、陸軍美術協会に参加。戦時中は陸軍嘱託画家として台湾、香港、ビルマ（現・ミャンマー）、中国、タイ等に派遣され「バーモウ・ビルマ国家代表像」、「香港に於ける酒井司令官、ヤング総督の会見」、「島田戦車部隊スリムの敵陣突破」などの戦争記録画の制作にもあたる（後述）。
戦後は、日展の審査員を務める。1949年（昭和24年）日本美術家連盟の委員長として、作家の立場を守る努力をする。さらに1953年（昭和28年）文芸美術国民健康保険組合を設立しその常務理事を務める。1953年（昭和28年）フランス美術館（現・国立西洋美術館）設置準備委員会委員として美術館設置に尽力する一方、国際造形芸術連盟（IAA）日本国内委員会委員長として、美術家の国際交流と提携に努める。1956年（昭和31年）ヴェネツィア・ビエンナーレの日本代表として渡欧し、イタリア、フランス各地で制作する。1957年（昭和32年）帰国。フランス滞在が新鮮な刺激となり、多くの公職を辞して画業に専念する。
1960年（昭和35年）フランス政府より芸術文化勲章オフィシェ章を授与される。この頃正力松太郎、三木武吉、石橋正二郎等のアトリエでの肖像画の制作のほか千葉、浜離宮、軽井沢、日光、京都等の写生旅行にも出かける。1966年勲三等瑞宝章を授与される。1971年（昭和46年）紺綬褒章を授与される。1972年（昭和47年）頃から体調をくずし、静養につとめながら制作。晩年は日本美術家連盟総会で名誉会員に推挙されるが、1976年（昭和51年）糖尿病に肺炎を併発し没する。

## 主な作品
- 「よろこびの曲」（1920年）（東京藝術大学大学美術館）　※第3回帝展出品作
- 「横臥裸婦」（1928年）（世田谷美術館）　※第21回サロン・ドートンヌ出品作
- 「赤いソーファの裸婦（白衣を纏う）」（1928年）（徳島県立近代美術館）　※第21回サロン・ドートンヌ出品作
- 「椅子に寄れる」（1929年）（石橋美術館）　※第10回帝展出品作（特選）
- 「二人」（1930年）（徳島県立近代美術館）　※第11回帝展出品作（特選）
- 「江戸城明け渡し」 （1933-42年）油彩・キャンバス 額装 150x180cm （神宮徴古館）[4]
- 「柳田國男肖像画」（1949年）（飯田市美術博物館）[5]
- 「河竹繁俊肖像画」（1954年）（早稲田大学坪内博士記念演劇博物館）[6]

### 戦争記録画
戦時中に製作された戦争画で、下記作品は、GHQに軍事主義的であるとして他の作家の作品とともに没収された。1970年（昭和45年）、アメリカ政府から無期限貸与の形で返還され東京国立近代美術館に収蔵されている。
- 『バーモウ・ビルマ国家代表像』（1943年）第6回新文展出品作
- 『香港に於ける酒井司令官、ヤング総督の会見』（1943-44年）第2回陸軍美術展覧会出品作
- 『島田戦車部隊スリムの敵陣突破』（1944年）戦時特別文展出品作
- 『特攻隊内地基地を進発す(一)』（1944年）

### 画集・図録
- 「伊原宇三郎展－生誕百年を記念して－」、1994年、目黒区美術館/徳島県立美術館